# David Banner
David Banner, właściwie Lavell William Crump (ur. 11 kwietnia 1974 roku w Jackson w stanie Mississippi) – amerykański raper oraz producent muzyczny. 

## Życiorys
Swoją solową karierę rozpoczął albumem Them Firewater Boyz, Vol. 1 z 2000 roku, a w 2003 dołączył do wytwórni Universal Records. Współpracował również z takimi wykonawcami jak Akon, Lil Wayne, Chris Brown czy Lil Boosie.

## Dyskografia
Albumy solowe
- Them Firewater Boyz, Vol. 1 (2000)
- Mississippi: The Album (2003)
- MTA2: Baptized in Dirty Water (2003)
- Certified (2005)
- The Greatest Story Ever Told (2008)

Albumy wspólne
- Crooked Lettaz - Grey Skies (1999)
- David Banner & 9th Wonder - Death of a Pop Star (2010)

## Filmografia
- 2007: Jęk czarnego węża jako Tehronne
- 2007: Detektyw Monk jako Snake The Assassin
- 2007: This Christmas jako Mo
- 2008: Days of Wrath jako Kryme
- 2008: Vapors jako Biz Markie